# Trichogrammatoidea fulva
Trichogrammatoidea fulva är en stekelart som beskrevs av Nagaraja 1979. Trichogrammatoidea fulva ingår i släktet Trichogrammatoidea och familjen hårstrimsteklar. Inga underarter finns listade i Catalogue of Life.